# Lipno u Postoloprt
Lipno (deutsch Groß Lippen) ist eine Gemeinde in Tschechien. Sie liegt elf Kilometer südwestlich von Louny und gehört zum Okres Louny.

## Geographie
Lipno befindet sich am nördlichen Fuße der Džbán-Berge über dem Tal der Eger. Das Dorf erstreckt sich linksseitig des Baches Lipenský potok. Östlich erhebt sich der Ovčí vrch (Schafberg, 317 m), im Südosten der Okrouhlík (440 m), südlich der Výrov (Hohe Guck, 509 m) und im Südwesten der Hájek (Haidberg, 332 m).
Nachbarorte sind Strkovice und Mradice im Norden, Hasina, Lipenec und Opočno im Nordosten, Touchovice und Hořany im Osten, Hřivice und Konětopy im Südosten, Markvarec im Süden, Tuchořice im Südwesten, Liběšice und Dubčany im Westen sowie Drahomyšl im Nordwesten.

## Geschichte
Die erste urkundliche Erwähnung des Ortes erfolgte 1266 als Sitz des Vladiken Chotěbor. 1393 ließ der Besitzer der Feste, Jaroslav von Opočno, einen Weinberg anlegen. Zwischen dem 14. und 16. Jahrhundert war das Dorf dreigeteilt. Seit dem 15. Jahrhundert gehörten die Anteile zu den Herrschaften Postelberg, Bilin und Pravda. 1582 erwarben die Kaplirz de Sulewicz das Gut Lipno mit der Feste im Tausch gegen Bedřichův Světec. Nach der Schlacht am Weißen Berg wurden die Besitzungen von Alexander Kaplirz de Sulewicz eingezogen und 1623 an Johann von Aldringen verkauft. Nach dessen Tode fiel Lipno an die Böhmische Krone zurück und 1635 Johann von Bissingen übergeben. Er ließ die Feste zu einem Schloss umgestalten. 1676 kaufte Georg von Sinzendorf das Schloss und 1692 erwarb es Ferdinand Wilhelm zu Schwarzenberg. Während des Siebenjährigen Krieges fanden in der Gegend mehrere Gefechte zwischen österreichischen Husaren und preußischen Truppen statt. 1811 wurde eine Dorfschule eingerichtet.
1832 umfasste das Joseph II. zu Schwarzenberg gehörige Gut Groß Lippen einschließlich des angeschlossenen Gutes Netschenitz die sechs Ortschaften Groß Lippen, Břinkov, Hřiwitz, Horžan, Praschin und Netschenitz mit insgesamt 1174 Einwohnern und 226 Häusern. Sitz der Gutsverwaltung war das Schloss Groß Lippen. In Groß Lippen standen zu dieser Zeit 59 Häuser, in denen 374 Menschen lebten.
Nach der Aufhebung der Patrimonialherrschaften bildete Groß Lippen / Lipno ab 1850 eine Gemeinde im Bezirk Saaz. 1880 gründete sich eine Freiwillige Feuerwehr. Im Jahre 1910 erreichte Groß Lippen mit 710 Einwohnern die höchste Bevölkerungszahl seiner Geschichte. 1930 hatte die Gemeinde Groß Lippen 697 Einwohner, davon waren 64 % Deutsche. 
Nach dem Münchner Abkommen wurde der Ort 1938 dem Deutschen Reich zugeschlagen und gehörte bis 1945 zum Landkreis Saaz. 1939 lebten in der Gemeinde 593 Menschen. Nach dem Ende des Zweiten Weltkrieges kam Lipno zur Tschechoslowakei zurück und die deutsche Bevölkerung wurde vertrieben. 
Seit Beginn des Jahres 1961 gehört Lipno zum Okres Louny. Drahomyšl wurde 1961 eingemeindet, Lipenec im Jahre 1976. Zwischen 1981 und 1990 war Lipno ein Ortsteil von Tuchořice. Im Juli 1990 entstand die Gemeinde wieder. Der Ortsteil Lipno hatte im Jahre 2001 291 Einwohner. Lipno ist ein traditioneller Hopfenbauort.

## Gemeindegliederung
Die Gemeinde Lipno besteht aus den Ortsteilen Drahomyšl (Drahomischl), Lipenec (Lippenz) und Lipno (Groß Lippen), die zugleich auch Katastralbezirke bilden. Zu Lipno gehört außerdem die Einschicht Hasina.

## Sehenswürdigkeiten
- Kirche St. Wenzel in Lipenec, errichtet im 14. Jahrhundert
- Kapelle des hl. Johannes, errichtet 1842 von Johann Sterzl
- Kapelle in Drahomyšl
- Menhir „Zakletý mnich“ (Verwunschener Mönch) mit einer Höhe von 2,20 m, auf den Feldern nördlich von Drahomyšl
- Landschaftsschutzgebiet Údolí Hasiny a Lipence, nordwestlich von Lipenec
- barocker Wirtschaftshof mit Schloss in der Ortsmitte, die ehemalige gotische Feste wurde nach dem Dreißigjährigen Krieg durch Johann von Bissingen zu einem Schloss umgestaltet. Im Jahre 1700 erfolgte unter den Schwarzenbergern ein weiterer Umbau. 1709 wurde der Hof nach Plänen von Paul Ignaz Bayer um einen Speicher und 1712 um Stallungen erweitert